# 宝泉寺 (藤沢市辻堂元町)
宝泉寺（ほうせんじ）は神奈川県藤沢市辻堂元町三丁目にある高野山真言宗の寺院。山号は海龍山。別名は南の寺。

## 歴史
建久年間（1190年 – 1198年）頃の創建。源頼朝により勧請された。慶長年間（1596年 – 1615年）元宝により中興。
文政2年（1819年）火災にあい、文政13年（1830年）最賢が再建した。
別名は南の寺、光明真言道場とも称する。古くは辻御堂と称し、辻堂の地名の由来ともされる。

## 本尊
- 聖観音

## 所在地情報
所在地
- 神奈川県藤沢市辻堂元町三丁目15番13号

交通
- 鉄道
  - 辻堂駅（東日本旅客鉄道（JR東日本））

- バス
  - 西町（藤沢市）（神奈川中央交通）

## その他
- 相模国準四国八十八箇所 3番 弘法大師像

## 周辺
- 諏訪神社 - 神仏習合時代には宝泉寺が別当を勤め、神社の鳥居、鐘楼は寺の境内にある[3]。